# El Chanfle 2
El Chanfle 2 es una película de comedia y deporte mexicana de 1982, producida, escrita, dirigida y protagonizada por Roberto Gómez Bolaños "Chespirito". Es la secuela de la primera película, El Chanfle (1979). Ésta es la única película de Chespirito con algunas ausencias, como la de Carlos Villagrán, quien decidió no seguir trabajando con él por una decisión personal, se retiró en 1979 de los dos programas, El Chavo del Ocho y El Chapulín Colorado. Poco tiempo después, Ramón Valdés fue el último en acompañarlo, también dejando de trabajar en el proyecto artístico de Chespirito, regresó con él en 1981, pero un problema de salud que se le detectó a inicios de 1980, le impidió participar en esta película. 
La trama gira en torno a un humilde utilero de un equipo de fútbol que logra su sueño al lado de su esposa Tere, de tener un niño, ahora la situación se torna un poco diferente. Esta película fue estrenada en México el 14 de enero de 1982. En otros países fue estrenada entre 1983 y 1984.

## Argumento
Al final de la anterior primera película, el Chanfle es nombrado entrenador de las fuerzas infantiles del América. Al inicio de la segunda película, el Chanfle es visto desempeñando dicha actividad. Como ya se acercaba el octavo simposium del club, el Sr. Matute tiene el honor de decirle la noticia a todo su personal, el Chanfle se emociona tanto con la idea que el Sr. Matute le dice que puede también ir su esposa Tere, y su bebé Teresita, sin ningún costo. El Sr. Matute, presidente del club ya tenía una nueva secretaria: la cajera de Viana, quien fue recomendada por el Chanfle, ya que Diana dejó el trabajo por una cuestión sumamente vergonzosa e involucrante que le impedía seguir en dicho cargo: Robó dinero al club por una necesidad. A pesar de esto, fue con un hombre que tenía la fama de prestar y tener mucho dinero para que le prestara el dinero que debía, pero el hombre a quien Diana le pidió el dinero, no había hecho su fortuna en forma honrada, pues era contrabandista. Cuando Diana le manifiesta al jefe que no le podrá pagar lo que le debe, éste le dice que sí. Lo único que tenía que hacer era un "trabajo".
La nueva secretaria, tenía un esposo llamado Paco o «El Chato», quien se puso muy decepcionado al ver que su esposa tendría que ir al simpósium del club y el no. Así que ella y Paco tuvieron que sacrificar un "dinerito" que había ahorrado para reparar la casa y en lugar de eso, pagaron el pasaje del «Chato» a Taxco y todos sus gastos. Al llegar a Taxco, Diana tuvo que desempeñar el trabajo que le fue encomendado, pero este era muy comprometedor y peligroso: Tenía que entregar a un contacto de contrabando un balón de fútbol, en cuyo interior había unas joyas cuyo valor ascendían a un millón de dólares. Cuando se pusieron de acuerdo para realizar esto, el Sr. Cejudo, entrenador que contrataría de nuevo el América, iría a Taxco al simpósium del club. Antes de abordar el avión, en el aeropuerto de Buenos Aires, otro contacto le entregó dicho balón con las joyas adentro, para que ya en el hotel, Diana se lo quitara y entregara al contacto que le decían: "El Quince". Como Diana no conocía a dicho contacto, por teléfono, él le dijo que para reconocerlo, él llevaría puesto un sombrero blanco con plumas negras y lo vería en la piscina del hotel de Taxco.
Casualmente, este contacto en la piscina tropezó con el Chanfle, quien tenía puesto otro sombrero blanco, pero sin plumas que le regaló Tere. Por esto, el Chanfle accidentalmente se pone el sombrero del otro y Diana lo ve y le dice una clave, pero el Chanfle no entiende el sentido de lo que quiere decir, además de que Diana traía el balón de fútbol escondido abajo del vestido, por lo que tenía aspecto de embarazada y no de "el bulto notorio", que fue la seña que dio para que a ella la reconocieran.
Mientras tanto, Tere traía un bulto muy notorio, que eran los pañales sucios de su hija Teresita, y el contacto identificó el bulto, y se lo llevó, a cambio, a Tere le dio 25,000 dólares, que fue la ganancia pactada entre el jefe y Diana.
Ambos, Diana y el Quince, se habían equivocado enormemente, ya que por señales mal dadas, ambos se habían expuesto a que los agarraran "con las manos en la masa". (Diana por demostrarle al Chanfle que por algo estaba diciendo incoherencias como la clave: "Tengo una muñeca vestida de azul" (tenían que contestarle "Soy la flor silvestre que marchitó el olvido"), y el Quince por demostrarle a Tere que quería a fuerzas un supuesto "balón").
Total, todo volvió a confundirse aún más, hasta que el supuesto balón fue puesto en una carriola de bebé, el Chanfle lo tomó erróneamente creyendo que ese era el coche de su bebé, y después de una discusión de quién es el hijo de quién, el Sr. Cejudo se lo quitó, creyendo que el Chanfle se lo había robado. El Quince se llevó la carreola, creyendo que allí estaba el balón de fútbol, pero la confundió, de lo que se enteró al ver que en vez del balón estaba la bebé del Chanfle.
La devuelve y cuando ve al Sr. Cejudo con el balón, se lo quita a la fuerza. Ya cuando se lo iba a llevar en su auto, Diana chocó con el Quince, cuando ambos se dieron cuenta de que se habían confundido a sí mismos, pero como el Quince chocó con Diana, ésta le dio una fuerte cachetada, por lo que él soltó el balón dejándolo caer, se rodó el balón hacia abajo, ya que el estacionamiento iba en declive, y llegó a las manos del «Chato», quien por estar borracho, creyó que era un bebé y se lo llevó como su hijo.
Diana se arrepintió totalmente de lo ocurrido y fue a buscar al Sr. Matute, quien lo reportó al comandante policial. Convocaron a una junta de emergencia, a la que el Chanfle no quiso ir y fue su esposa Tere en su lugar. Habían allí acusado al Sr. Cejudo de haber pasado joyas en el interior de un balón de fútbol, pero Diana realmente seguía creyendo que el Chanfle era un contacto, cuando en realidad se confundió. Resultó que el Sr. Cejudo también había identificado al que le robó el balón, el mismo que le "compró" los pañales sucios a Tere. Casi al instante, llamó por teléfono el comandante, quien ofrecía 10,000 dólares de recompensa a quien entregara el balón de fútbol. La esperanza estaba casi perdida, hasta que la secretaria preguntó que si no era un balón lleno de firmas, al recibir la respuesta afirmativa, ella dijo: "¡Lo tiene mi marido!".
Después, todos sin excepción corren a buscarlo, todos lo encuentran y pasa de uno a otro, hasta que el Chanfle decidió que sería suyo aquel balón, acto seguido, el «Chato» metió el balón de fútbol al carrito de bebé y el Chanfle fue por él, pero como estaba la bajada en declive del estacionamiento, se fue de boca todo el campo que iba de bajada en el carrito y nadie lo alcanzó ni lo quisieron alcanzar, ya que Tere había perdido sus chanclas, (una de ellas al patearla para alcanzar el balón, golpeándole en la cara al Dr. Nájera y la otra pateando y golpeándole en la cara al jefe de los contrabandistas, quien cayó en una fuente).
Al final de todo el recorrido de bajada, en el parque allí sale el Dr. Chapatín mirando y corriendo, el Chanfle llegó hasta el pueblo, en donde finalmente cayó la carriola con él, quien quedó muy accidentado y lesionado. Después, el Dr. Nájera lo curó, pero como la recompensa sí se las habían dado a Tere y al Chanfle, ésta pagó la curación. Después el médico le dijo que los del equipo no debían pagar, por lo que le devolvió el dinero a Tere, pero ésta sin cuidado dejó caer al Chanfle en su silla de ruedas por las escaleras.

## Reparto
- Roberto Gómez Bolaños "Chespirito" como el Chanfle / Dr. Chapatín.
- Florinda Meza como Tere.
- Rubén Aguirre como Sr. Matute.
- Édgar Vivar como Dr. Nájera
- Raúl "Chato" Padilla como Paco.
- Angelines Fernández como secretaria del Sr. Matute.
- Horacio Gómez Bolaños como jefe de contrabando.
- María Antonieta de las Nieves como Diana.
- Benny Ibarra como El Quince.
- Sergio Ramos "El Comanche" como Sr. Cejudo.
- Alfredo Alegría como botones de hotel.
- Gabriel Fernández como administrador.
- César Sobrevals como registrador.
- Arturo Yamasaki como árbitro.
- Roberto Gómez Fernández como hombre en piscina.
- Kim Bolívar como mujer en piscina.